# Alemania en los Juegos Paralímpicos de Tokio 2020
Alemania estuvo representada en los Juegos Paralímpicos de Tokio 2020 por 134 deportistas, 77 hombres y 57 mujeres.

## Medallistas
El equipo paralímpico alemán obtuvo las siguientes medallas:
| Nombre                             | Deporte           | Evento                                           |
| ---------------------------------- | ----------------- | ------------------------------------------------ |
| Oro                                |                   |                                                  |
| Lindy Ave                          | Atletismo         | 400 m T38 femenino                               |
| Felix Streng                       | Atletismo         | 100 m T64 masculino                              |
| Johannes Floors                    | Atletismo         | 400 m T62 masculino                              |
| Markus Rehm                        | Atletismo         | Salto de longitud T64 masculino                  |
| Jana Majunke                       | Ciclismo en ruta  | Ruta T1-2 femenino                               |
| Jana Majunke                       | Ciclismo en ruta  | Contrarreloj T1-2 femenino                       |
| Annika Zeyen                       | Ciclismo en ruta  | Contrarreloj H1-3 femenino                       |
| Elena Krawzow                      | Natación          | 100 m braza SB13 femenino                        |
| Taliso Engel                       | Natación          | 100 m braza SB13 masculino                       |
| Edina Müller                       | Piragüismo        | KL1 femenino                                     |
| Valentin Baus                      | Tenis de mesa     | Individual 5 masculino                           |
| Natascha Hiltrop                   | Tiro              | Rifle de aire en posición tendida 10 m SH1 mixto |
| Martin Schulz                      | Triatlón          | PTS5 masculino                                   |
| Plata                              |                   |                                                  |
| Irmgard Bensusan                   | Atletismo         | 100 m T64 femenino                               |
| Irmgard Bensusan                   | Atletismo         | 200 m T64 femenino                               |
| Frances Herrmann                   | Atletismo         | Jabalina F34 femenino                            |
| Felix Streng                       | Atletismo         | 200 m T64 masculino                              |
| Léon Schäfer                       | Atletismo         | Salto de longitud T63 masculino                  |
| Annika Zeyen                       | Ciclismo en ruta  | Ruta H1-4 femenino                               |
| Angelika Dreock-Käser              | Ciclismo en ruta  | Ruta T1-2 femenino                               |
| Steffen Warias                     | Ciclismo en ruta  | Contrarreloj C3 masculino                        |
| Vico Merklein                      | Ciclismo en ruta  | Contrarreloj H3 masculino                        |
| Thomas Schmidberger                | Tenis de mesa     | Individual 3 masculino                           |
| Thomas Brüchle Thomas Schmidberger | Tenis de mesa     | Equipo 3 masculino                               |
| Natascha Hiltrop                   | Tiro              | Rifle en tres posiciones 50 m SH1 femenino       |
| Bronce                             |                   |                                                  |
| Lindy Ave                          | Atletismo         | 100 m T38 femenino                               |
| Léon Schäfer                       | Atletismo         | 100 m T63 masculino                              |
| Johannes Floors                    | Atletismo         | 100 m T64 masculino                              |
| Ali Lacin                          | Atletismo         | 200 m T61 masculino                              |
| Sebastian Dietz                    | Atletismo         | Peso F36 masculino                               |
| Niko Kappel                        | Atletismo         | Peso F41 masculino                               |
| Denise Schindler                   | Ciclismo en pista | Persecución individual C1-3 femenino             |
| Kerstin Brachtendorf               | Ciclismo en ruta  | Contrarreloj C5 femenino                         |
| Angelika Dreock-Käser              | Ciclismo en ruta  | Contrarreloj T1-2 femenino                       |
| Michael Teuber                     | Ciclismo en ruta  | Contrarreloj C1 masculino                        |
| Matthias Schindler                 | Ciclismo en ruta  | Contrarreloj C3 masculino                        |
| Regine Mispelkamp                  | Hípica            | Doma individual estilo libre grado V mixto       |
| Verena Schott                      | Natación          | 100 m braza SB5 femenino                         |
| Verena Schott                      | Natación          | 100 m espalda S6 femenino                        |
| Verena Schott                      | Natación          | 200 m estilos SM6 femenino                       |
| Felicia Laberer                    | Piragüismo        | KL3 femenino                                     |
| Stephanie Grebe                    | Tenis de mesa     | Individual 6 femenino                            |
| Thomas Rau Björn Schnake           | Tenis de mesa     | Equipo 6-7 masculino                             |